# Karen Baldwin
Karen Dianne Baldwin é uma rainha da beleza, apresentadora de televisão e produtora de cinema canadense, eleita como Miss Universo 1982, em Lima, Peru, durante a 31ª edição do concurso.
Ela foi a primeira canadense a vencer o Miss Universo, derrotando outras 76 candidatas de todo mundo, fato que só seria igualado em 2005 por sua compatriota Natalie Glebova. Em Lima, apesar de não ser inicialmente uma das favoritas, e sua eleição ser uma certa surpresa, Karen acabou impondo-se por sua beleza inquestionável, porte e classe. Depois de seu ano de reinado, coroou sua sucessora, Lorraine Downes, na cidade de St. Louis, nos Estados Unidos e voltou ao Canadá, onde durante anos exerceu a profissão de apresentadora de televisão, comandando o The New You, um programa de moda e estilo e hoje é produtora de filmes para o cinema.
Em 1984 e 1989 ela voltou a ter uma relação direta com o Miss Universo, atuando na primeira vez como jurada e na segunda como co-apresentadora naquela edição do concurso, realizada em Cancún, no México.
Ela também chegou a ter uma pequena participação no cinema, atuando no filme Who's That Girl, com Madonna e Griffin Dunne em 1987. Baldwin tem dois filhos, resultado de seu casamento com o ator norte-americano Jack Scalia, que acabou em divórcio em 1996.